# John Dufresne
John Dufresne (ur. 30 stycznia 1948 roku w Worcester, Massachusetts) – amerykański pisarz pochodzenia francusko-kanadyjskiego. Obecnie wykładowca pisarstwa kreatywnego na Florida International University.
Znana jest jego powieść z 1994 roku Louisiana Power and Light, groteskowa opowieść "gotycka" o ostatnim przedstawicielu pechowego południowego rodu, pełna dziwacznych postaci. Dobre recenzje zebrała też kolejna, Love Warps the Mind a Little (1997).
Postmodernista i regionalista w jednej osobie, katolik z robotniczej rodziny. Uważa się za socjalistę.